# 龍頭峡
龍頭峡（りゅうずきょう）は広島県山県郡安芸太田町大字筒賀の三谷川上流にある峡谷。広島県の自然環境保全地域に指定されている。また日本秘境百選に選ばれている。

## 概要
龍頭峡セラピーロードとして整備されており、二段滝、奥の滝、ナメラ滝、追森の滝といった滝がある。また、隣接地にはキャンプ場や宿泊施設、温浴施設等がある。森林セラピーロードとしても、緩やかで初心者の方にも優しいコースである。7月には「つつが龍頭峡まつり」も開催され、ヤマメのつかみ取りが人気行事となっている。

## 生態
前半部分ではトチ・カエデ・サワグルミなどの広葉樹、後半からはモミ・ツガなどの針葉樹の森に変わり神秘的な渓谷の景観が続く。新緑、紅葉が美しいことでも知られる。